# Бальє (Німеччина)
Бальє (нім. Balje) — громада в Німеччині, розташована в землі Нижня Саксонія. Входить до складу району Штаде. Складова частина об'єднання громад Нордкедінген.
Площа — 58,09 км2. Населення становить 937 ос. (станом на 31 грудня 2021).

## Галерея

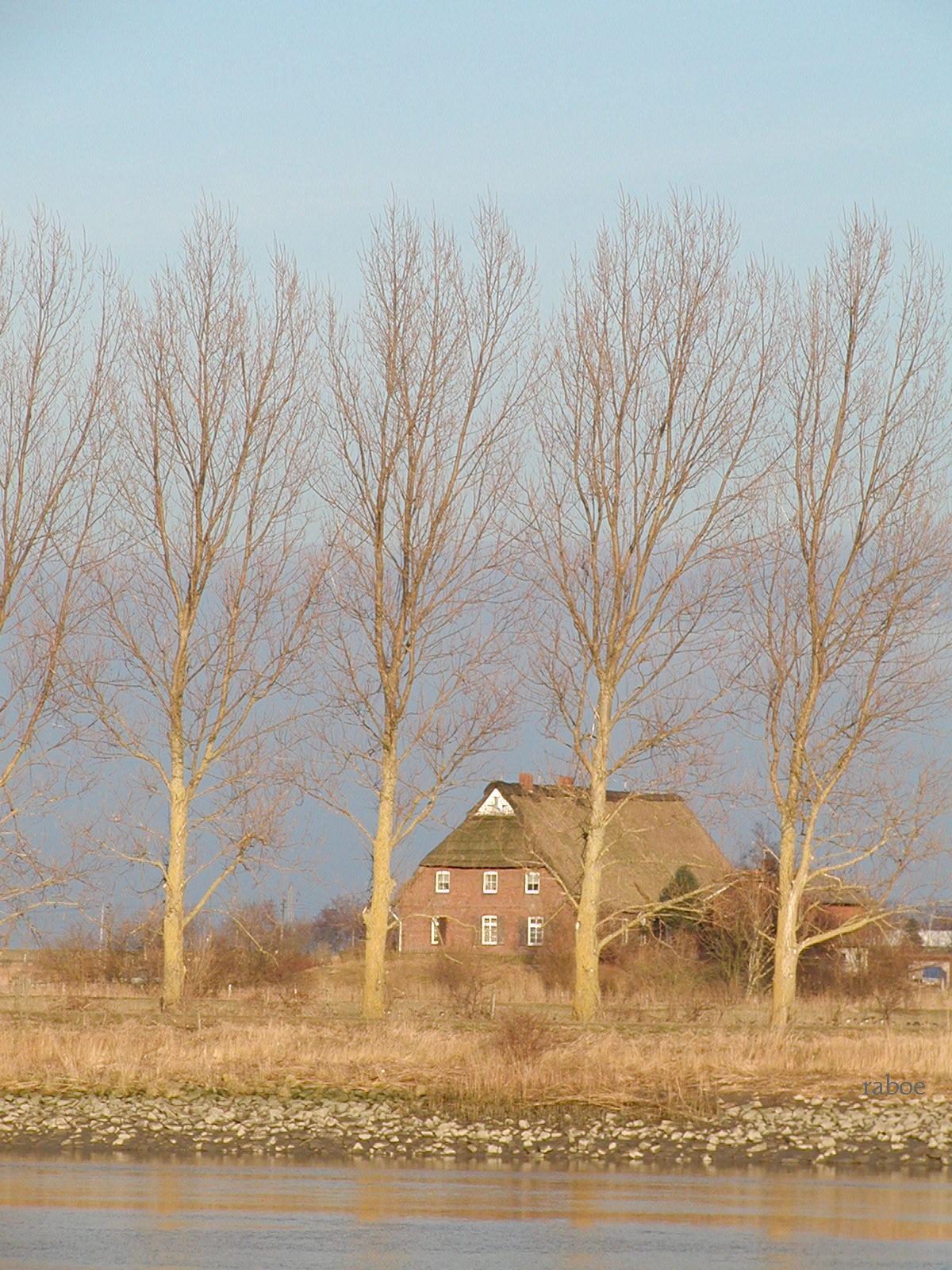
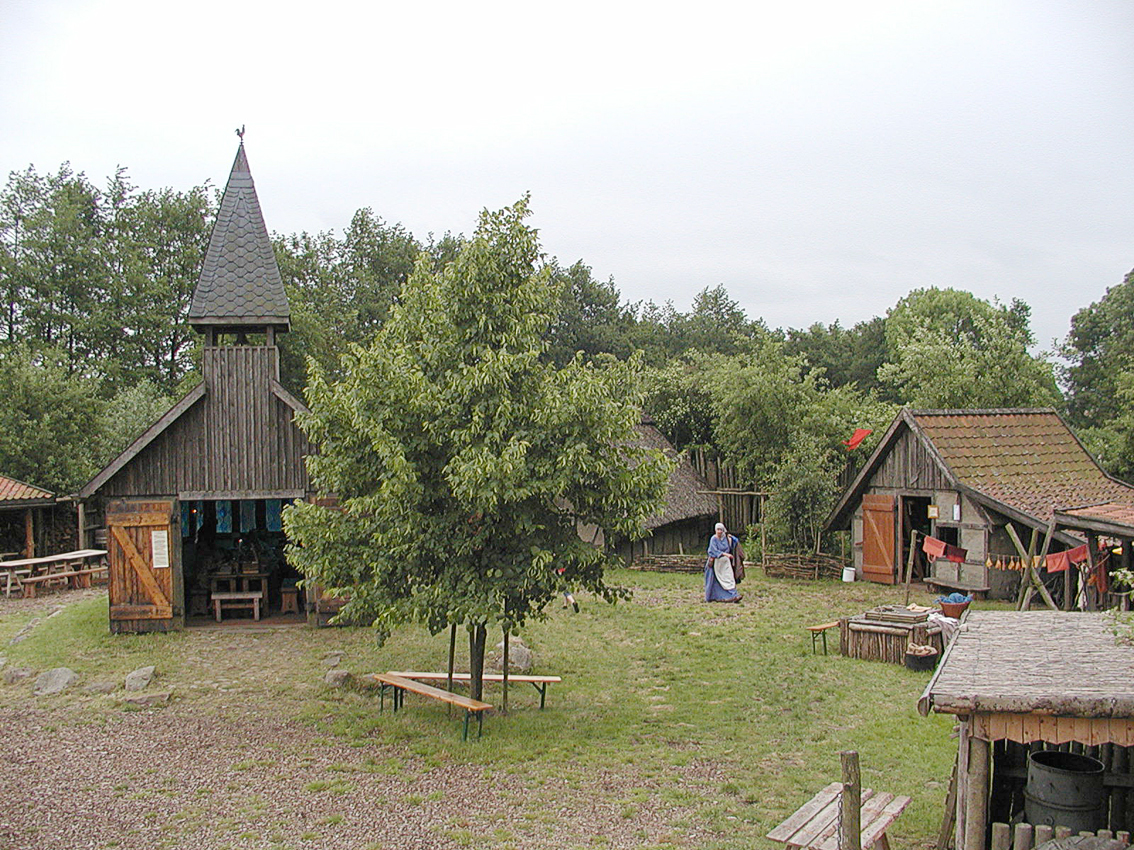
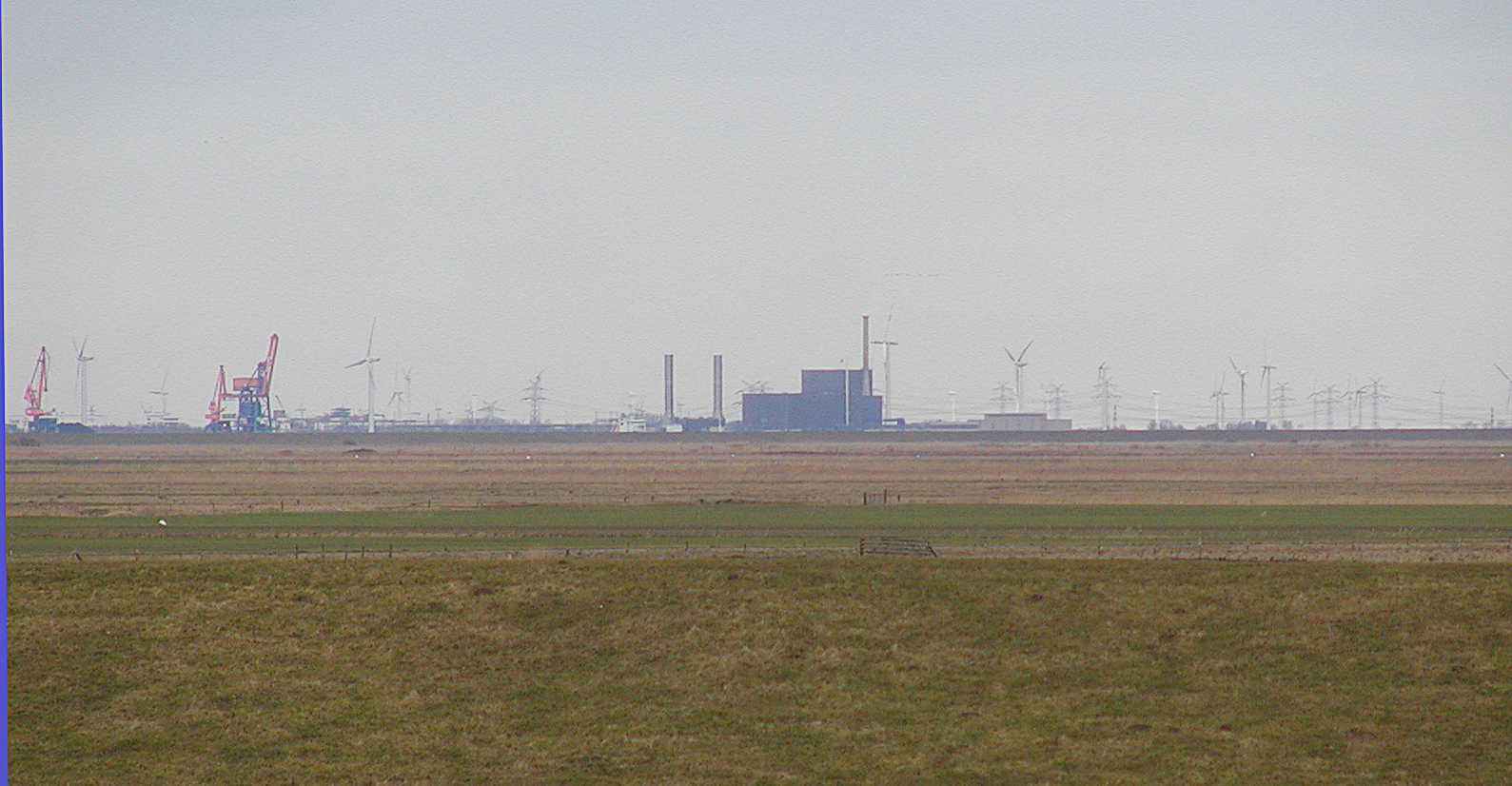